# Orde de la República Oriental de l'Uruguai
L'Orde de la República Oriental de l'Uruguai va ser una condecoració creada per la dictadura cívico-militar de 1973-1985 per atorgar a personalitats estrangeres per actes meritoris extraordinaris prestats al país o amb finalitats de reciprocitat. Va ser eliminat després de la derogació de la norma que la va crear per la Llei núm. 15738. L'any 1992 es va crear la Medalla de la República Oriental de l'Uruguai.
L'ordre va ser instituïda l'any 1984 per l'administració civil-militar que governava la República de l'Uruguai. Després de la transició de l'administració civil-militar el 1985, l'orde va ser suprimida.
Aquest orde constava dels següents graus o rangs:
- Collar[4]
- Gran Creu[4]
- Faixa (només per a dones)[4]
- comandant[4]
- Oficial[4]
- cavaller[4]

## Característiques
La creu blava i blanca té un escut d'armes uruguaià esmaltat al centre. La creu està rematada per un sol de maig en plata o or.
La cinta és així: